# Stadtdekanat Stuttgart

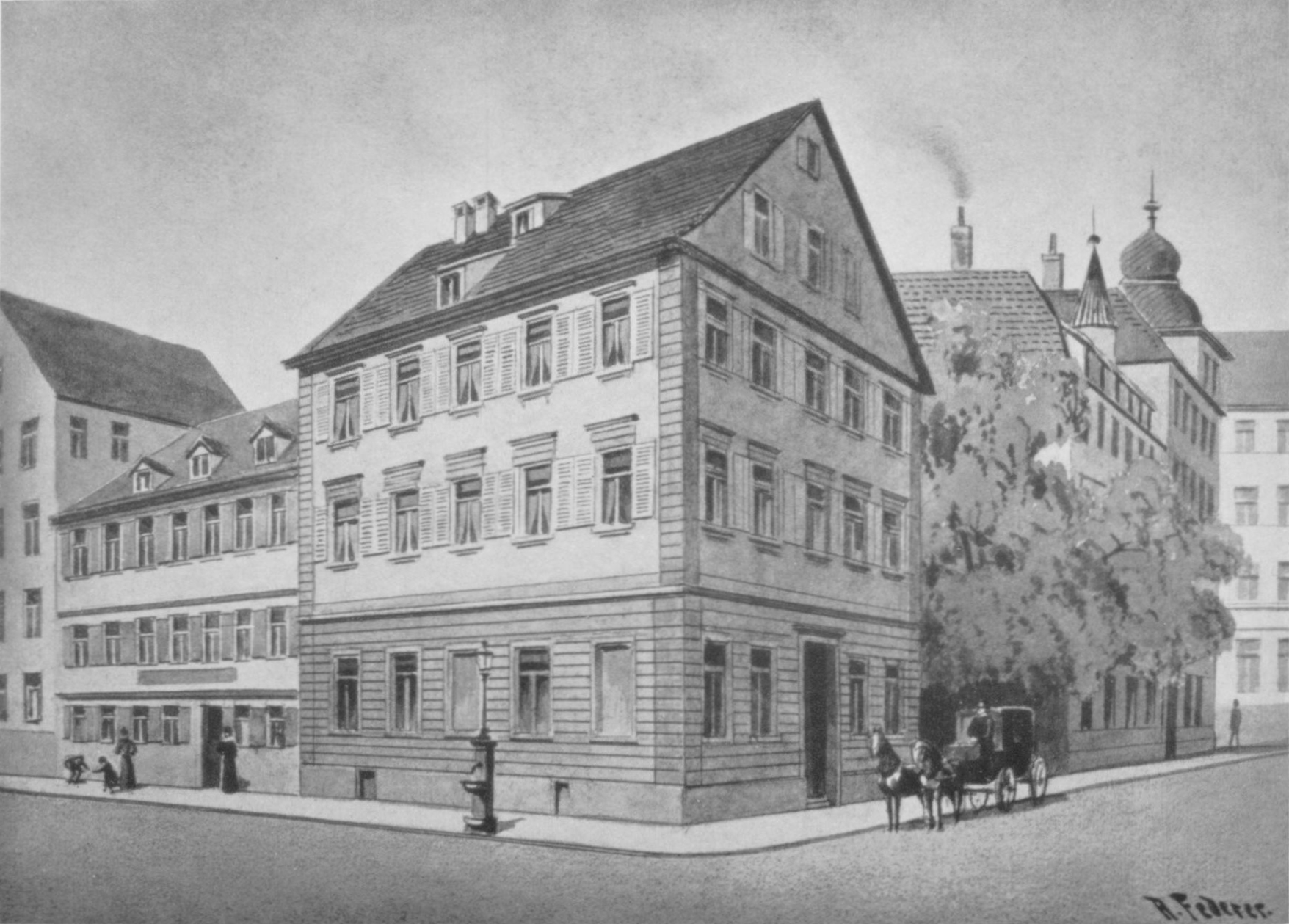
Stadtdekanat Stuttgart um 1890

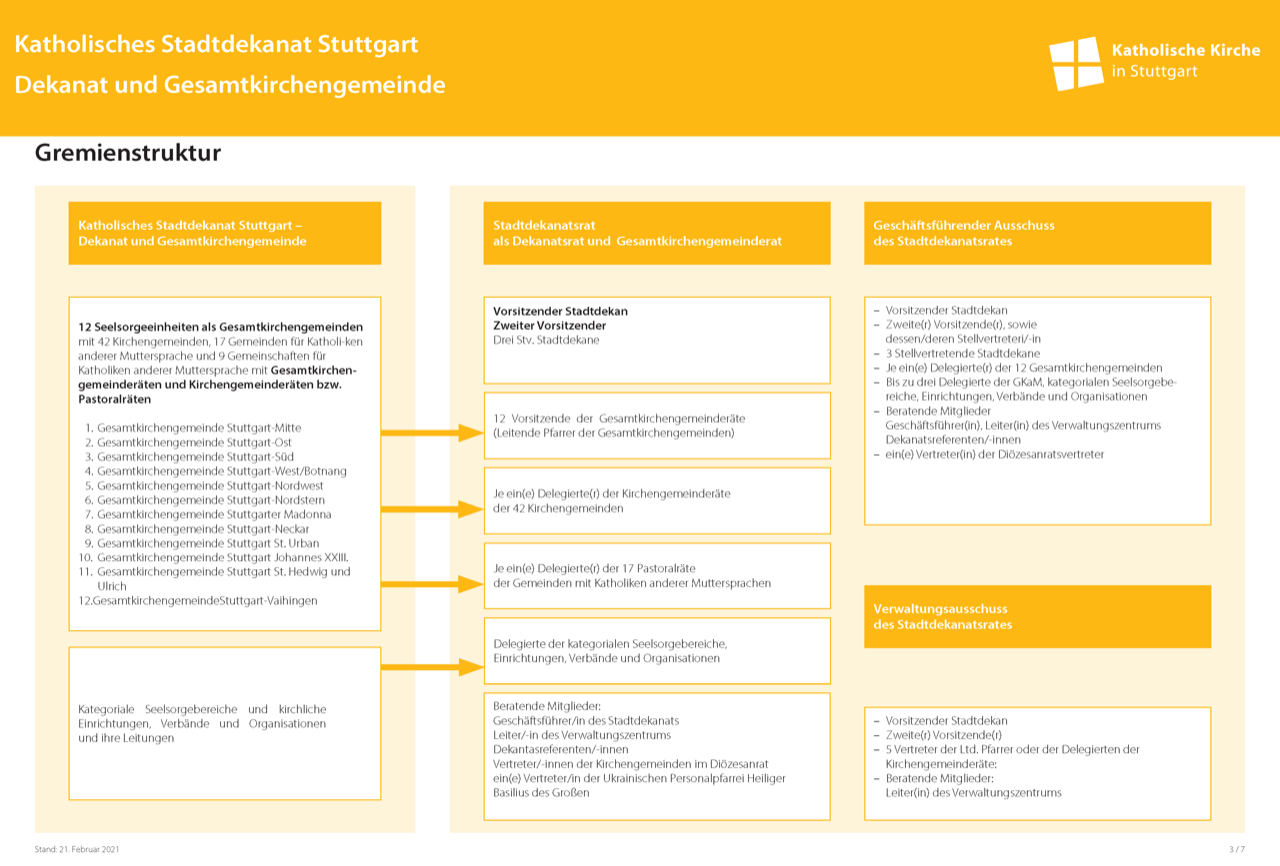
Gremienstruktur Katholisches Stadtdekanat Stuttgart

Das Stadtdekanat Stuttgart ist eines von 25 Dekanaten in der römisch-katholischen Diözese Rottenburg-Stuttgart. Es ist verantwortlich für knapp 118.000 Mitglieder der Katholischen Kirche, was etwa einem Viertel der Bevölkerung Stuttgarts entspricht.

## Beschreibung
Das Stadtdekanat Stuttgart umfasst den Stadtkreis Stuttgart und wurde 2006 aus den vier bis dahin bestehenden Dekanaten der Stadt errichtet. 2010 wurden die bis dahin bestehenden Gesamtkirchengemeinden Stuttgart(-Mitte), Stuttgart-Bad Cannstatt und Stuttgart-Filder sowie der Gemeindeverbund Stuttgart-Nord zusammengefasst und mit dem Stadtdekanat rechtlich vereinigt. Das Dekanat Stuttgart als einziges Stadtdekanat der Diözese ist damit zugleich auch in eine gemeinsame Leitungs- und Verwaltungsstruktur eingebunden.
Gemeinsam mit dem Katholischen Verwaltungszentrum Stuttgart und den gewählten Gremien organisiert und verwaltet das Stadtdekanat die kirchliche Arbeit in der Landeshauptstadt. Die Leitung hat der Stadtdekan gemeinsam mit dem Stadtdekanatsrat als dem katholischen Kirchenparlament inne. Er wird in seiner Arbeit von den drei stellvertretenden Stadtdekanen und der Geschäftsstelle des Stadtdekanats unterstützt.
Das Stadtdekanat Stuttgart umfasst 42 Kirchengemeinden, die in zwölf Gesamtkirchengemeinden organisiert sind. Daneben gibt es 18 Gemeinden von Katholiken anderer Muttersprache.
Rund 1750 Mitarbeiter in verschiedenen Berufsfeldern – vor allem im Bereich der Kindertagesstätten (60 Kitas mit rund 3000 Plätzen), der Sozialstation, in der Pastoral, Kirchenmusik und Verwaltung – sowie eine Vielzahl von Ehrenamtlichen tragen das kirchliche Leben.
Zum Stadtdekanat gehören mehrere Einrichtungen: das Hospiz St. Martin in Degerloch, das Haus der Katholischen Kirche in der Königstraße und die Domsingschule im Stuttgarter Osten. Zahlreiche kirchliche Verbände und Organisationen sind in Stuttgart in den Bereichen Bildung, Freizeit und Kultur, Soziales und in der Beratung tätig. Am größten ist der Stuttgarter Caritasverband. Hinzu kommen besondere Seelsorgeangebote an verschiedenen Orten, etwa die Notfallseelsorge oder die Seelsorge in den Krankenhäusern, sowie die im Zuge des 2011 begonnenen Prozesses „Aufbrechen – Katholische Kirche in Stuttgart“ geschaffenen pastoralen Schwerpunktorte/-aufgaben mit besonderer Zielgruppenorientierung: das YouCH und die Jugendkirche, das Spirituelle Zentrum station s in der Kirche St. Fidelis, das Projekt „St. Maria als Kirche des Dialogs und der Vernetzung“, das Trauerpastorale Zentrum und die Pastoral Junger Erwachsener.

## Gliederung
| Gesamtkirchengemeinde                                              | Zugehörige Kirchengemeinden und Filialen |
| ------------------------------------------------------------------ | --- |
| Stuttgart-Mitte                                                    | St. Eberhard (Stuttgart-Mitte) St. Georg (Stuttgart-Nord) St. Konrad (Stuttgart-Mitte)                                                           |
| Stuttgart-Ost                                                      | St. Nikolaus (Stuttgart-Ost am Stöckach) Herz Jesu Heilig Geist Heiliger Bruder Klaus von Flüe (im Süden Gablenbergs)                            |
| Stuttgart-Süd                                                      | St. Maria und St. Paul (Stuttgart-Süd) St. Josef (Heslach) St. Antonius von Padua (Kaltental)                                                    |
| Stuttgart-West / Botnang                                           | St. Elisabeth (Stuttgart-West) St. Fidelis St. Clemens und Christus-Erlöser-Kirche (Botnang)                                                     |
| Stuttgart-Nordwest                                                 | St. Josef und St. Monika (Feuerbach) St. Theresia (Weilimdorf) Salvator (Giebel)                                                                 |
| Stuttgart-Nordstern                                                | Zur Heiligen Dreifaltigkeit (Rot) Zum Guten Hirten (Stammheim) St. Laurentius (Freiberg) St. Antonius (Zuffenhausen)                             |
| Stuttgarter Madonna (in Mühlhausen und im östlichen Bad Cannstatt) | St. Barbara (Hofen) St. Augustinus (Neugereut) St. Bonifatius (Steinhaldenfeld) St. Johannes Maria Vianney (Mönchfeld) Heilig Kreuz (Sommerrain) |
| Stuttgart-Neckar (Bad Cannstatt)                                   | St. Martin Liebfrauenkirche St. Peter |
| Stuttgart St. Urban                                                | St. Christophorus (Wangen) St. Franziskus (Obertürkheim) St. Johannes Evangelist (Untertürkheim) St. Markus (Hedelfingen)                        |
| Stuttgart-Johannes XXIII.                                          | St. Antonius (Hohenheim) Mariä Himmelfahrt (Degerloch) St. Michael (Sillenbuch) St. Thomas Morus (Heumaden)                                      |
| Stuttgart St. Hedwig und Ulrich                                    | St. Ulrich (Fasanenhof) St. Hedwig (Möhringen)                                                                                                   |
| Stuttgart-Vaihingen                                                | Christus König (im Zentrum von Vaihingen) Maximilian Kolbe (Vaihingen) Zur Heiligen Familie (Dürrlewang) Maria Königin des Friedens (Büsnau)     |

## Gemeinden und Gemeinschaften anderer Sprachen
| Gesamtkirchengemeinde                                              | Gemeinde für Katholiken anderer Muttersprache bzw. muttersprachliche Gemeinschaft |
| ------------------------------------------------------------------ | --- |
| Stuttgart-Mitte                                                    | Kroatische Gemeinde Blaženi Alojzije Stepinac (St. Eberhard) Italienische Gemeinde San Giorgio (St. Georg) Albanische Gemeinde Shën Nëna Tereze (St. Georg) Slowenischsprachige Gemeinde Sveti Ciril in Metod (St. Konrad) Ghanaische Gemeinschaft (St. Georg) |
| Stuttgart-Ost                                                      | Ungarische Gemeinde Szent Gellért (Hl. Bruder Klaus von Flüe) |
| Stuttgart-Süd                                                      | Litauische Gemeinschaft (St. Josef) Eritreische Gemeinde St. Justin de Jacobis (St. Paul) Englischsprachige Gemeinschaft (St. Maria) Philippinische Gemeinschaft (St. Maria)                                                                                   |
| Stuttgart-West / Botnang                                           | Spanischsprachige Gemeinde Virgen de Guadalupe (St. Fidelis) Tschechische Gemeinschaft (St. Clemens) Slowakische Gemeinschaft (St. Clemens) |
| Stuttgart-Nordwest                                                 | Kroatische Gemeinde Sveti Ivan Krstitelj (St. Josef) |
| Stuttgart-Nordstern                                                | Italienische Gemeinde Buon Pastore Portugiesischsprachige Gemeinde Nossa Senhora de Fátima (St. Laurentius) Koreanische Gemeinschaft (St. Antonius) |
| Stuttgarter Madonna (in Mühlhausen und im östlichen Bad Cannstatt) | Polnische Gemeinde Matki Božej Nieustającej Pomocy (St. Thomaskirche in Steinhaldenfeld bei der Gemeinde St. Bonifatius) Indische Gemeinschaft |
| Stuttgart-Neckar (Bad Cannstatt)                                   | Italienische Gemeinde San Martino (St. Martin) Tamilische Gemeinschaft |
| Stuttgart St. Urban                                                | Kroatische Gemeinde Sveti Nikola Tavelić (St. Christophorus) Chaldäische Personalgemeinde Mar Shimon Bar Sabai Stuttgart |
| Stuttgart-Johannes XXIII.                                          | Französischsprachige Gemeinde Paroisse Catholique francophone Sainte Thérèse (St. Thomas Morus) Ukrainische Gemeinde St. Basilius der Große |
| Stuttgart St. Hedwig und Ulrich                                    | Kroatische Gemeinde Sveti Martin (St. Hedwig) |
| Stuttgart-Vaihingen                                                | Italienische Gemeinde Cristo Re (Christus König) |

## Spirituelles Zentrumstation s
Das Spirituelle Zentrum station s ist eine Einrichtung der Katholischen Kirche in Stuttgart. station s wurde im Dezember 2019 eröffnet und ist in der Kirche St. Fidelis beheimatet, die auch Gemeindekirche und eines von drei kirchenmusikalischen Zentren in Stuttgart ist.

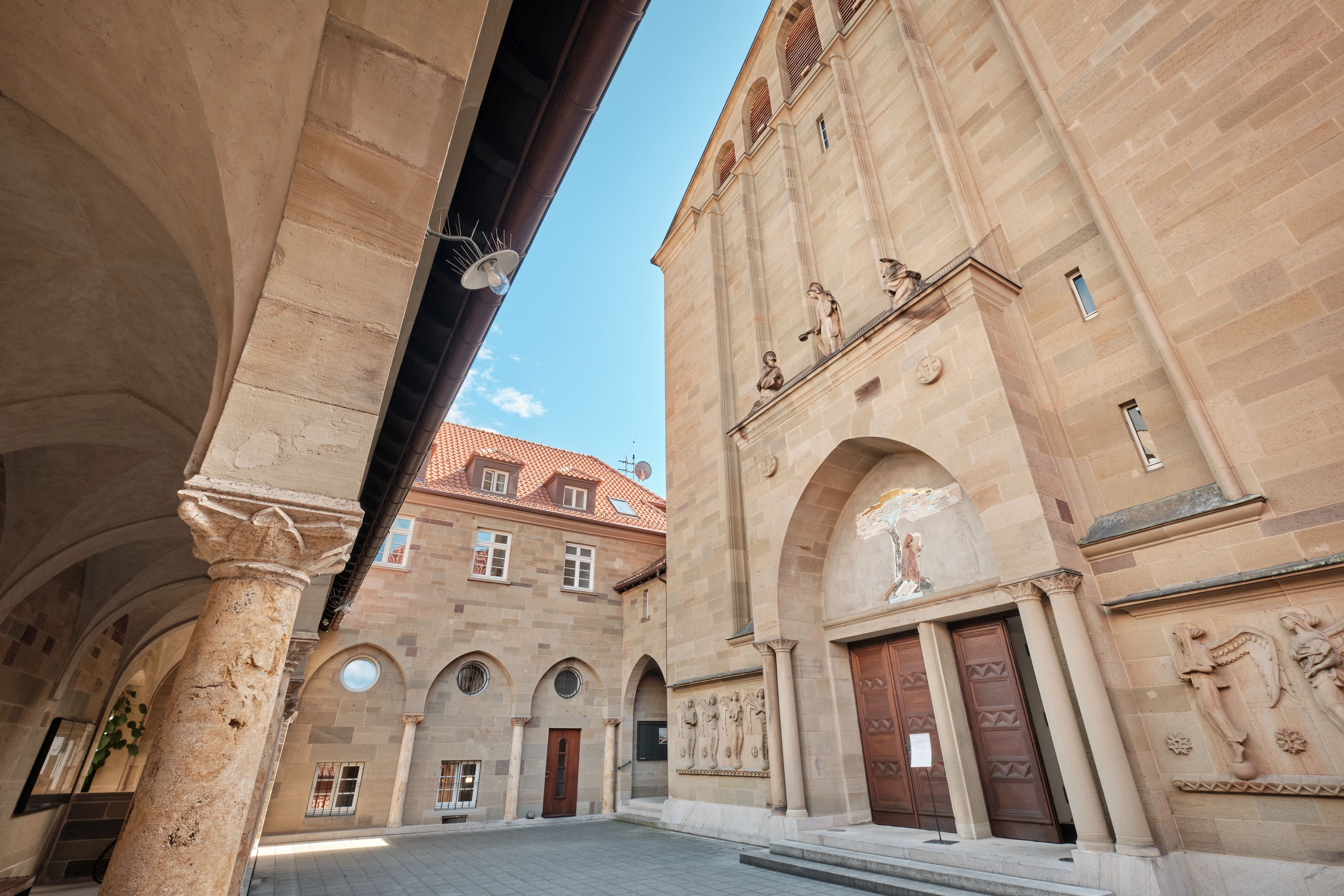
Außenansicht

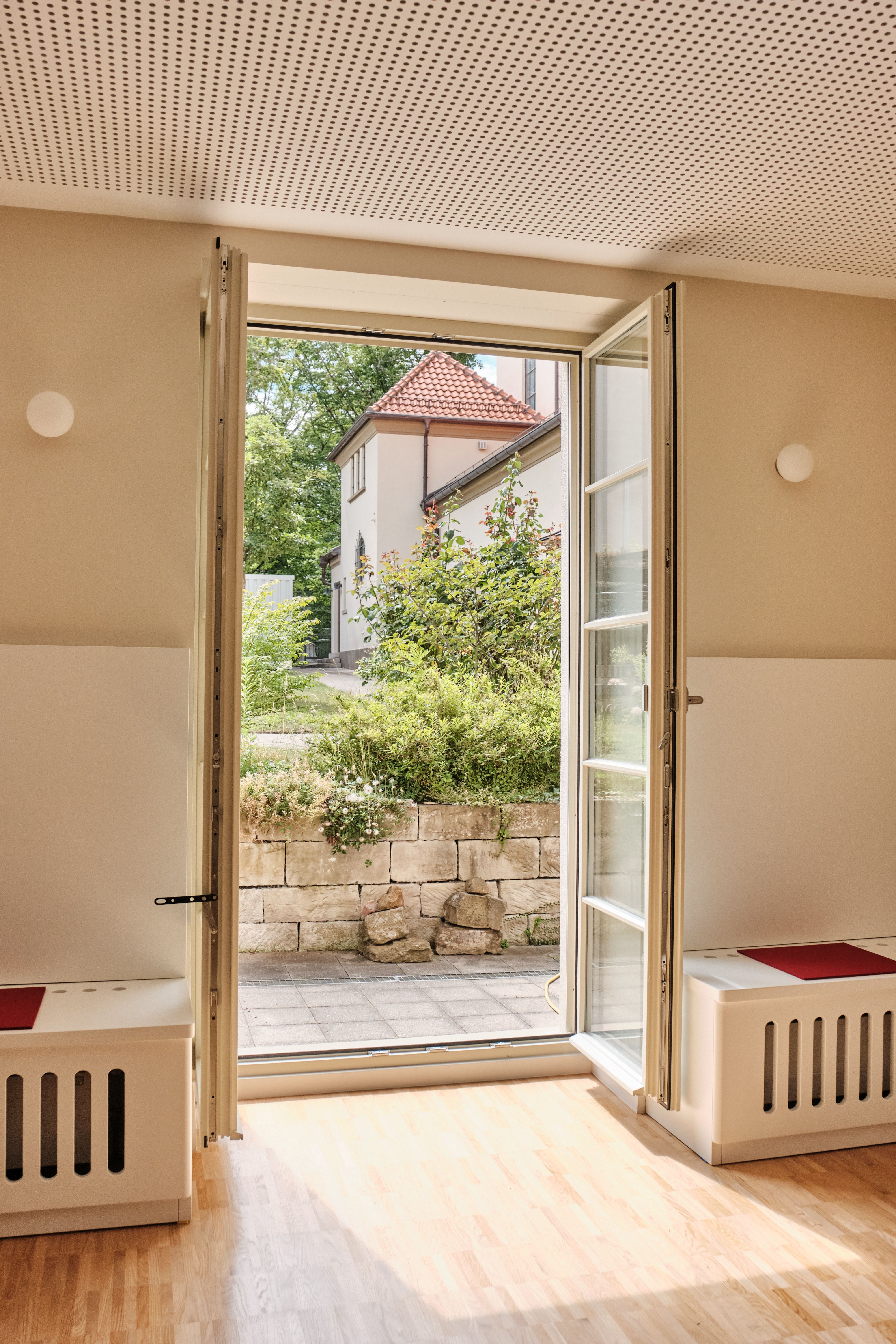
Raum der Stille

### Beschreibung
Die Konzeption des Spirituellen Zentrums entstand im Rahmen des Projekts „Aufbrechen – Katholische Kirche in Stuttgart“, in dessen Zuge die herkömmlichen Wege der Gemeindepastoral um übergeordnete Kompetenzzentren ergänzt werden sollen. station s versteht sich als Ort der Stille und des Auftankens in der Stadt, für alle, die nach Geist, Spiritualität und Lebenssinn suchen. Als Teil der Stuttgarter Stadtgesellschaft sucht station s Kooperationen und Austausch mit anderen Einrichtungen der Stadt. Zum Selbstverständnis und Auftrag gehört auch der Dialog mit anderen Religionen, Kulturen und Traditionen.

### Gebäude
Für die Errichtung des spirituellen Zentrums station s in St. Fidelis wurde der Innenraum der Kirche St. Fidelis von 2018 bis 2019 durch schleicher.ragaller architekten neu gestaltet. Im Fokus des Umbaus stand dabei der Wunsch, die sakrale Ausstrahlung des Raums zu erhalten und durch mehr Helligkeit, Klarheit und bessere Lichtführung zu intensivieren. Zugleich sollte die Umgestaltung eine vielfältigere und zeitgemäße Nutzung der Kirche ermöglichen. Für den Umbau erhielten die Stuttgarter Architekten Domenik Schleicher und Michael Ragaller im Herbst 2020 den Hugo-Häring-Preis des Landesverbands Baden-Württemberg des Bundes Deutscher Architekten (BDA), umgangssprachlich auch „Kleiner Hugo“ genannt.

### Programm
In rund 50 Kursen und Veranstaltungen pro Jahr werden Formen von Spiritualität und Kontemplation gleichermaßen wiederentdeckt, wie neue experimentelle Wege ausprobiert: Literatur, Filme, Kunst, Natur- und Körpererfahrungen, Begegnungen und Gespräche dienen als Anregung auf dem Weg zu einer Vertiefung und Achtsamkeit im eigenen Leben. Hinzu kommen wöchentliche Stille-Angebote und der Sonntagabendgottesdienst um 19.00 Uhr.

## Kategoriale Seelsorgebereiche und kirchliche Einrichtungen, Verbände und Organisationen
Im Stadtdekanat gibt es aufgrund der Hauptstadtlage eine besondere Vielfalt an Organisationen.
Einrichtungen und Angebote
1. Betriebsseelsorge und S21-Seelsorge
2. Forum Katholische Seniorenarbeit
3. Haus der Katholischen Kirche
4. Hospiz St. Martin
5. Jugendpastorales Zentrum „YouCh“ / Stadtjugendseelsorger
6. Katholische Ferienwaldheime
7. Katholische Kindertagesstätten
8. Katholische Sozialstation
9. Katholisches Bildungswerk Stuttgart e. V.
10. Krankenhausseelsorge
11. Notfallseelsorge
12. Obdachlosenseelsorge
13. Organisierte Nachbarschaftshilfe
14. Passantenseelsorge St. Eberhard
15. Seelsorge bei Menschen mit Behinderung
16. Seelsorge für aids- und drogenkranke Menschen
17. Seelsorge für hörgeschädigte Menschen

Verbände, Organisationen und Stiftungen
1. Ackermanngemeinde
2. Albertus-Magnus-Schulstiftung
3. Bund der Deutschen Katholischen Jugend (BDKJ)
4. Caritas-Stiftung Stuttgart
5. Caritasverband für Stuttgart e. V.
6. Deutsche Jugendkraft (DJK)
7. IN VIA
8. Katholische Arbeiterbewegung (KAB)
9. Katholischer Frauenbund
10. Zukunft Familie
11. Katholische Hospizstiftung Stuttgart
12. Katholischer Gesamtelternbeirat
13. Kolpingsfamilie
14. Lätitia Kaufmannsgilde e. V.
15. Malteser Hilfsdienst e. V.
16. Marienhospital
17. Sozialdienst katholischer Frauen (SKF)
18. St. Josef gGmbH
19. St. Anna-Klinik
20. St. Anna-Stiftung Ellwangen
21. Stiftung Katholische Kirche in Stuttgart
22. Stiftung Marienheim
23. Stuttgarter Kolpingshäuser

Die Jugendarbeit wird im BDKJ-Jugendreferat koordiniert und unterstützt. Zurzeit gehören die Deutsche Jugendkraft, die Deutsche Pfadfinderschaft Sankt Georg, die Katholische junge Gemeinde (KjG), Pfadfinderinnenschaft St. Georg und „Arbeitskreis Ministranten“ zu den aktiven katholischen Jugendorganisationen im Dekanat.
Diözesane pastorale Einrichtungen im Stadtdekanat
1. BDKJ-Landesstelle
2. Fachstelle Interkulturelle Jugendarbeit
3. Führungskräftepastoral
4. Gefängnisseelsorge
5. Hochschulseelsorge
6. Ruf und Rat
7. Telefonseelsorge

Orden, Säkularinstitute und Geistliche Gemeinschaften
1. Adoration Sisters
2. Bethany Sisters
3. Daughters of Mary Mother of Mercy
4. Dienerinnen Christi
5. Franciscan Clarist Congregation
6. Franziskaner des Allerheiligsten Erlösers in Split (Kroatische GKaM)
7. Franziskanerinnen von Reute
8. Franziskanerinnen von Sießen
9. Heilig Geist Schwestern
10. Anna-Schwestern
11. Barmherzige Schwestern vom heiligen Vinzenz von Paul (Vinzentinerinnen von Untermarchtal)
12. Kongregation der Franziskanerinnen von der Unbefleckten Empfängnis (Albanische GKaM)
13. Pallottiner
14. Philip Neri Schwestern
15. Priesterbruderschaft St. Petrus
16. Ritterorden vom Heiligen Grab zu Jerusalem
17. Scalabrini Missionarinnen
18. Salesianer Don Boscos
19. Scalabrini-Missionare
20. Schönstatt-Patres
21. Spiritaner
22. Missionare unserer lieben Frau von Salette (Portugiesische GKaM)
23. Redemptoristen (Polnische GKaM)
24. Fokolar-Gemeinschaft

Schulen
1. Albertus-Magnus-Gymnasium
2. Institut für soziale Berufe gGmbH
3. St. Agnes Mädchengymnasium